# سوزانا (سفر دانيال)
سوزانا ويطلق عيلها أحياناً سوزانا والقاضيان هي قصة ذكرت في سفر دانيال، القصة لم تذكر في الكتاب العبري ولم يتم ذكرها في الأدب اليهودي المبكر. يتم قبوله كجزء من الكتاب المقدس الموحى به من قبل الكنائس الكاثوليكية والأرثوذكسية، على الرغم من أن معظم المجموعات البروتستانتية تنكر إدراجه كجزء من الكتاب المقدس. كما أنها لم تعتبر جزءًا من الكتب المقدسة اليهودية، على الرغم من أن القراء سوف يستجيبون ويتذكرون سوزانا ومأزقها بشكل واضح، إلا أن خاتمة القصة تؤكد ظهور دانيال كشخصية شابة من الحكمة. ولهذا السبب، تضع بعض النسخ اليونانية القديمة سفر سوزانا قبل دانيال
تدور القصة حول امرأة يهودية تُدعى سوزانا وكانت هذه المرأة تتمتع بجمال فائق كما كانت على درجة عالية من الإخلاق والعفاف وفي يوم من الأيام ذهبت سوزانا للأستحمام فشاهدها قاضيان مسنان من وراء إحدى الأشجار وعندما باشرت في خلع ملابسها خرجا من مخبئهما واقتربوا منها وهدّداها بأنها إن لم تقدّم لهما نفسها طواعية ومارست معهم الجنس فإنهما سيشهدان ضدّها في المحكمة ويدّعيان أنهما رأياها تمارس الزنا مع شابّ في الحديقة، لكن سوزانا رفضت بشدة.
وفي اليوم التالي عقدت المحكمة برئاسة القاضيان وأمروا بإحضار سوزانا ووجها لها تهمة الزنا مع شاب بالحديقة زاعمين أنهما رأيا ذلك بنفسهما وصدق الناس كلام القاضيان على أساس أنهما قاضيان ومتديان ويريدون حماية الفضيلة ثم صدر الحكم على سوزانا بالموت. وقبل تنفيذ الحكم قاطع شاب يدعى دانيال القاضيان وطلب سؤالهم عن الواقعة قبل تنفيذ الحكم على سوزانا وأمر دانيال بأن يُفصل الرجلان عن بعضهما وأن يُسأل كلّ منهما عن تفاصيل ما رأياه. فاختلف وصفهما للشجرة التي ادّعيا أن سوزانا التقت بالعاشق المزعوم تحتها. هذا الاختلاف في الوصف أثبت أنهما كانا يكذبان، فتأكّدت برائتها ونجت من الموت رجماً، بينا حُكم على الرجلين بالموت.

## ترتيبه في سفر دانيال
في معظم المخطوطات اليونانية يقع في بداية ذلك السفر؛ يضعها جيروم في نهاية سفر دانيال ويتم وضع كتاب سوزانا في الغالب قبل أحداث دانيال 1 (تقليد ثيودوتيون)؛ ومع ذلك، فإن الطبعتين السبعينية والنسخه اللاتينية للانجيل تضعها بين دانيال 12 و14.[بحاجة لمصدر]